# Alperia
Die Alperia AG ist ein italienisches Energieversorgungsunternehmen, das in Südtirol Energie aus Wasserkraft produziert.

## Geschichte
Vorläufer und Schrittmacher einer eigenständigen Südtiroler Energieproduktion waren die Etschwerke der Städte Bozen und Meran, die als überkommunale Initiative ab 1898 die Grundversorgung mit elektrischem Strom von Bozen, Meran und ihrem jeweiligen Einzugsgebiet sicherzustellen begannen und hierfür eigene Laufkraftwerke errichten ließen. Nach der italienischen Annexion Südtirols 1919/20 kam es zu einer weiterreichenden Erschließung verfügbarer Wasserkraft im Zeichen der faschistischen Industriepolitik. Die Etschwerke konnten sich in der Nachkriegszeit eigene Handlungsspielräume erhalten, ehe auf der Basis des Autonomiestatuts eine neue Konzentrationsbewegung einsetzte, die zur Zusammenführung der Stromerzeugung in der Hand der Südtiroler Landesverwaltung führte.

## Unternehmen
Das Unternehmen Alperia wurde im Januar des Jahres 2016 durch den Zusammenschluss der Unternehmen Etschwerke (AEW) und SEL AG gegründet. Eigentümer sind die Autonome Provinz Bozen-Südtirol, die Gemeinden Bozen und Meran sowie die Gesellschaft SELFIN. Die Fusion war Gegenstand kontroverser Debatten in der Öffentlichkeit.
Alperia betreibt 41 Wasserkraftwerke, die mit dem Wasser aus den umliegenden Bergen jährlich circa 4.000 GWh Strom erzeugen, sowie sechs zumeist holzbefeuerte Biomasseheizkraftwerke und versorgt 278.000 Kunden mit Strom und Gas. In den Orten Bozen, Meran, Klausen, Latzfons, Sexten und Schlanders werden Haushalte mit Fernwärme beliefert. Das Unternehmen ist darüber hinaus an zwei Photovoltaikanlagen in Italien beteiligt sowie am Ausbau der Infrastruktur für Elektrofahrzeuge mit derzeit mehr als 50 Ladestationen in Südtirol. 2017 wurde in Bozen Süd ein Wärmespeicher mit 220 MWh Speichermenge eingeweiht, wobei auf eine attraktive Gestaltung des Alperia Towers Wert gelegt wurde.
Zum 1. Juni 2016 übernahm Alperia die Beteiligungen an neun Südtiroler Großkraftwerken vom italienischen Edison-Konzern. Somit ist Alperia jetzt zu 100 % Besitzer der sieben ehemaligen Hydros-Wasserkraftwerke und hält 77 % an den beiden SELEDISON-Kraftwerken. Im Zuge dessen forderte der Südtiroler Landtag die Landesregierung auf, Alperia zu beauftragen, die Beteiligungen an kleineren Wasserkraftwerken an die jeweiligen Gemeinden zurückzugeben.

## Kraftwerke

### Wasserkraftwerk Töll und Meran

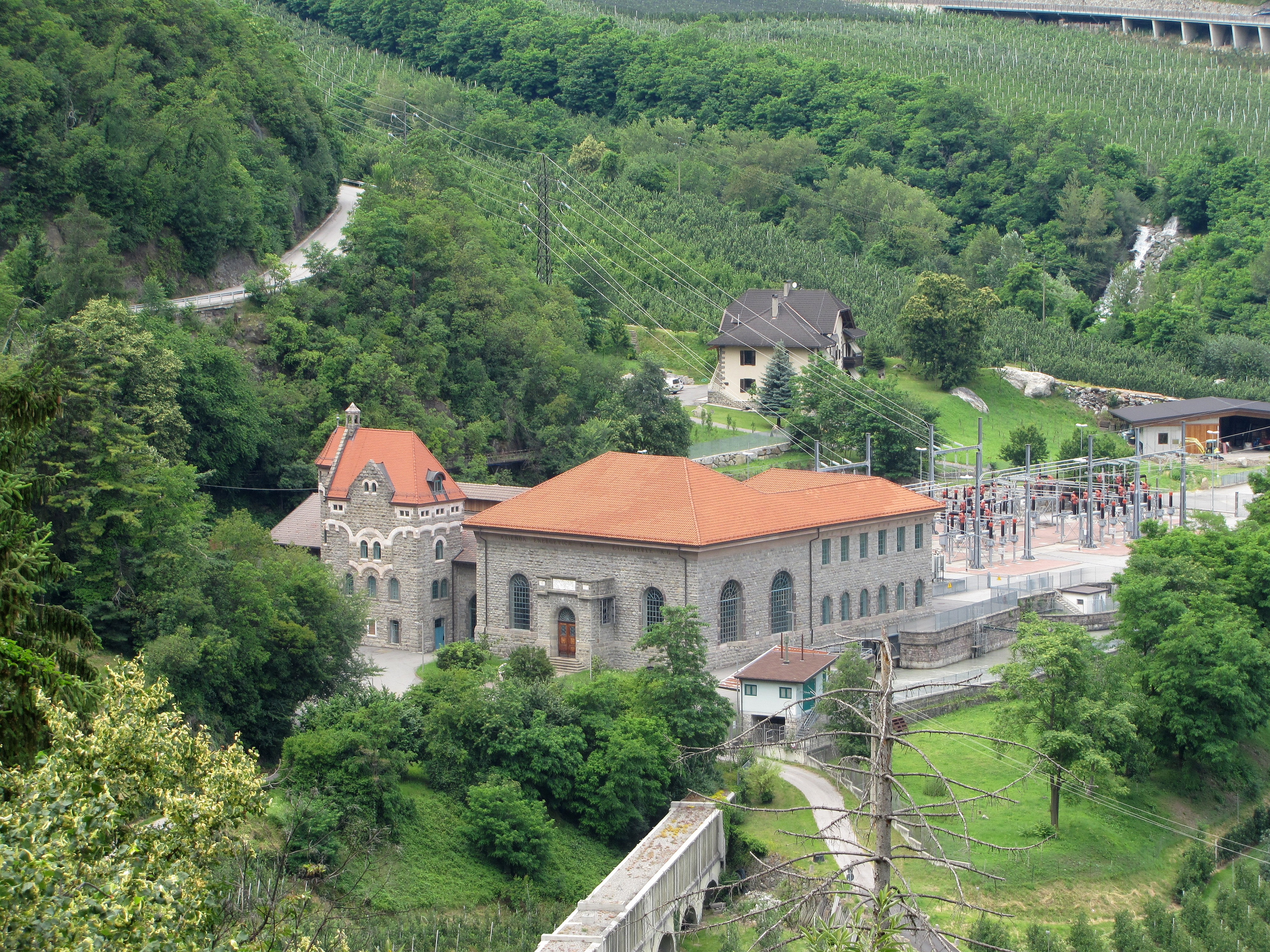
Kraftwerk Töll

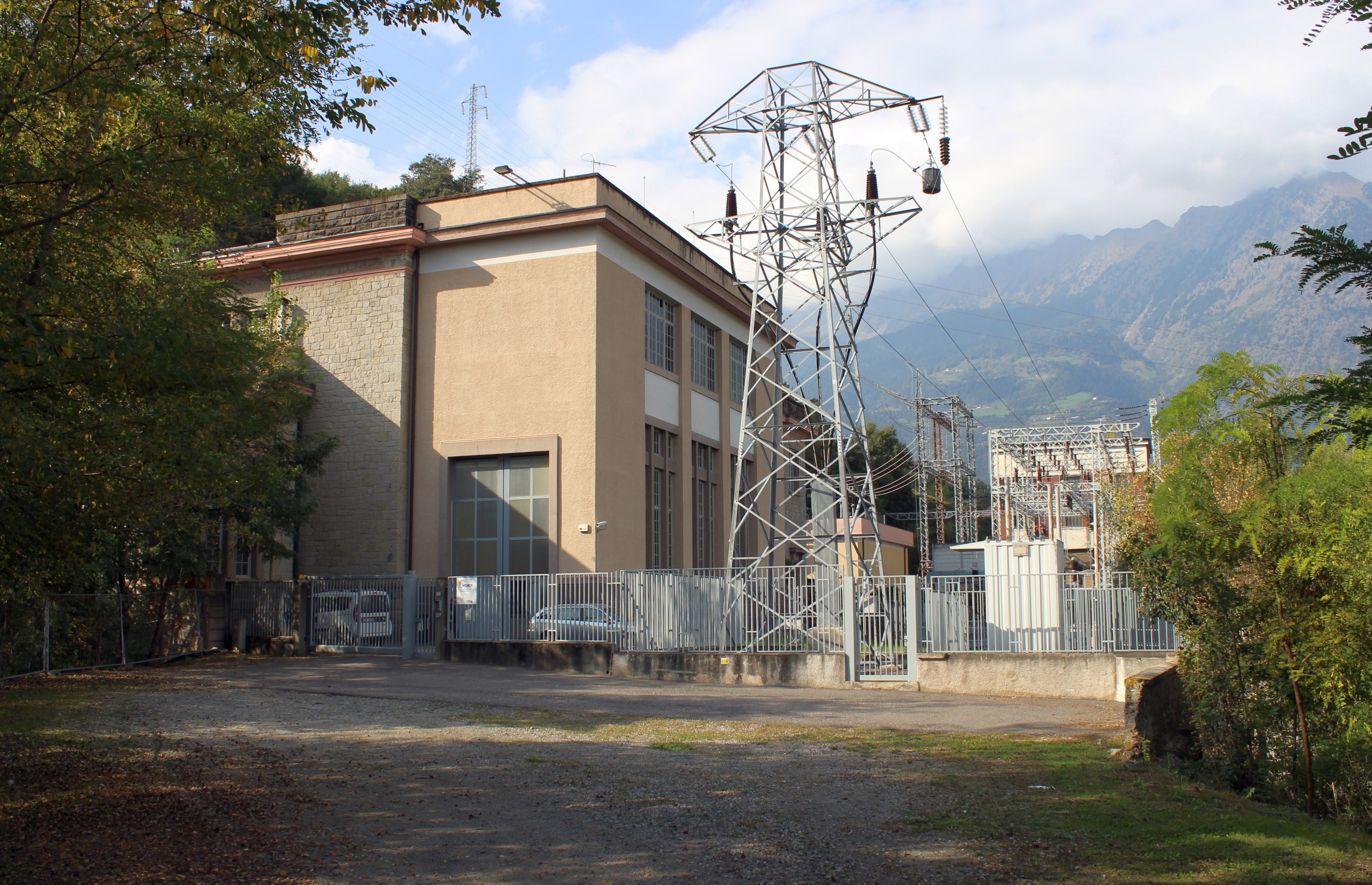
Kraftwerk Marling

Das Wasserkraftwerk auf der Töll wurde im Jahr 1898 von den Etschwerken in Betrieb genommen. Mit diesem Großwasserkraftwerk begann hier die Nutzung von Wasserkraft zur Energieerzeugung. Der ursprüngliche Nutzen war die Lieferung von Strom für die ersten Straßenbeleuchtungen der Städte Bozen und Meran. Etwa 20 Jahre später wurde das Wasserkraftwerk von Marling errichtet.
Die Wasserkraft der Etsch kann zwischen der Töll und Marling durch ihr relativ hohes Gefälle von 200 Metern ohne zusätzliches Pumpen genutzt werden.

#### Wasserkraftwerk Töll
Das Wasserkraftwerk Töll bildet die erste Stufe des Kraftwerkkomplexes im Abschnitt Töll-Meran. Das Wasser, welches für die Energieerzeugung genutzt wird, kommt aus einem 1.650 Quadratkilometern großen Einzugsgebiet. Dieses Einzugsgebiet umfasst den gesamten Vinschgau und auch einige größere Gletschergebiete Südtirols. Auf der Töll wird das Wasser von 16 Meter langen Wehren gefasst und fließt dann über einen Freispiegelkanal im Stollen zum Wasserschloss und von dort über eine Druckrohrleitung in die Turbinensätze.

#### Wasserkraftwerk Marling
Das Wasser, welches im Wasserkraftwerk Töll abgearbeitet wurde, fließt über eine Freispiegelleitung zum Wasserschloss und von dort über eine Druckrohrleitung in das darunterliegende am Etschufer befindliche Wasserkraftwerk Marling. Dieses wurde in den Jahren 1923–25 erbaut, im Jahr 1956 umgebaut und in den Jahren zwischen 2001 und 2004 renoviert. Es produziert seither bei einer installierten Leistung von 43,6 MW ca. 230 Millionen kWh elektrischer Energie pro Jahr.

### Wasserkraftwerk Naturns

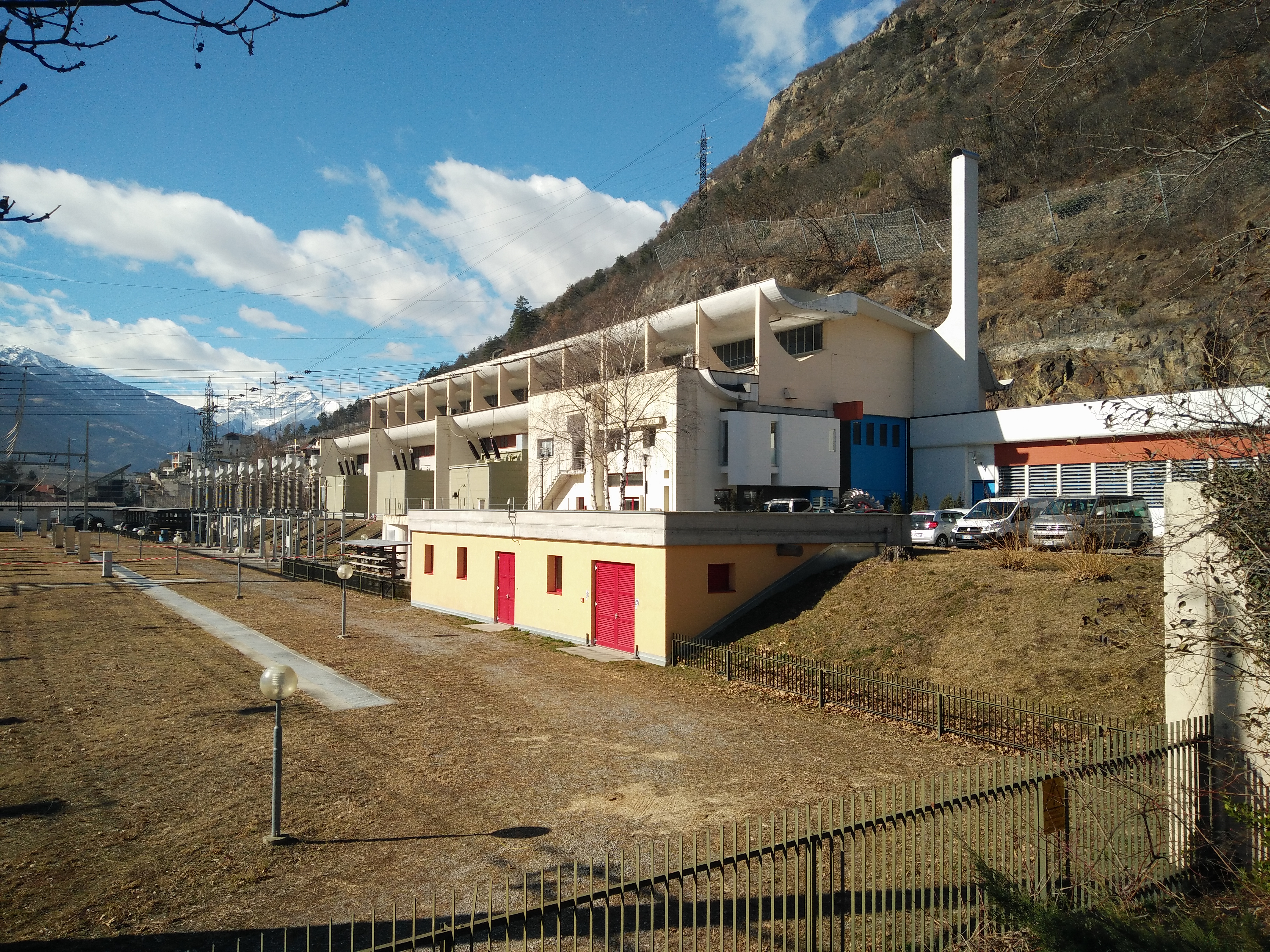
Kraftwerk Naturns

Das Wasserkraftwerk Naturns verwendet zur Stromerzeugung die Wasserkraft aus dem Vernagt-Stausee. Es gilt somit als größte Hochdruckwasserkraftwerk in Südtirol.

### Wasserkraftwerk Kardaun

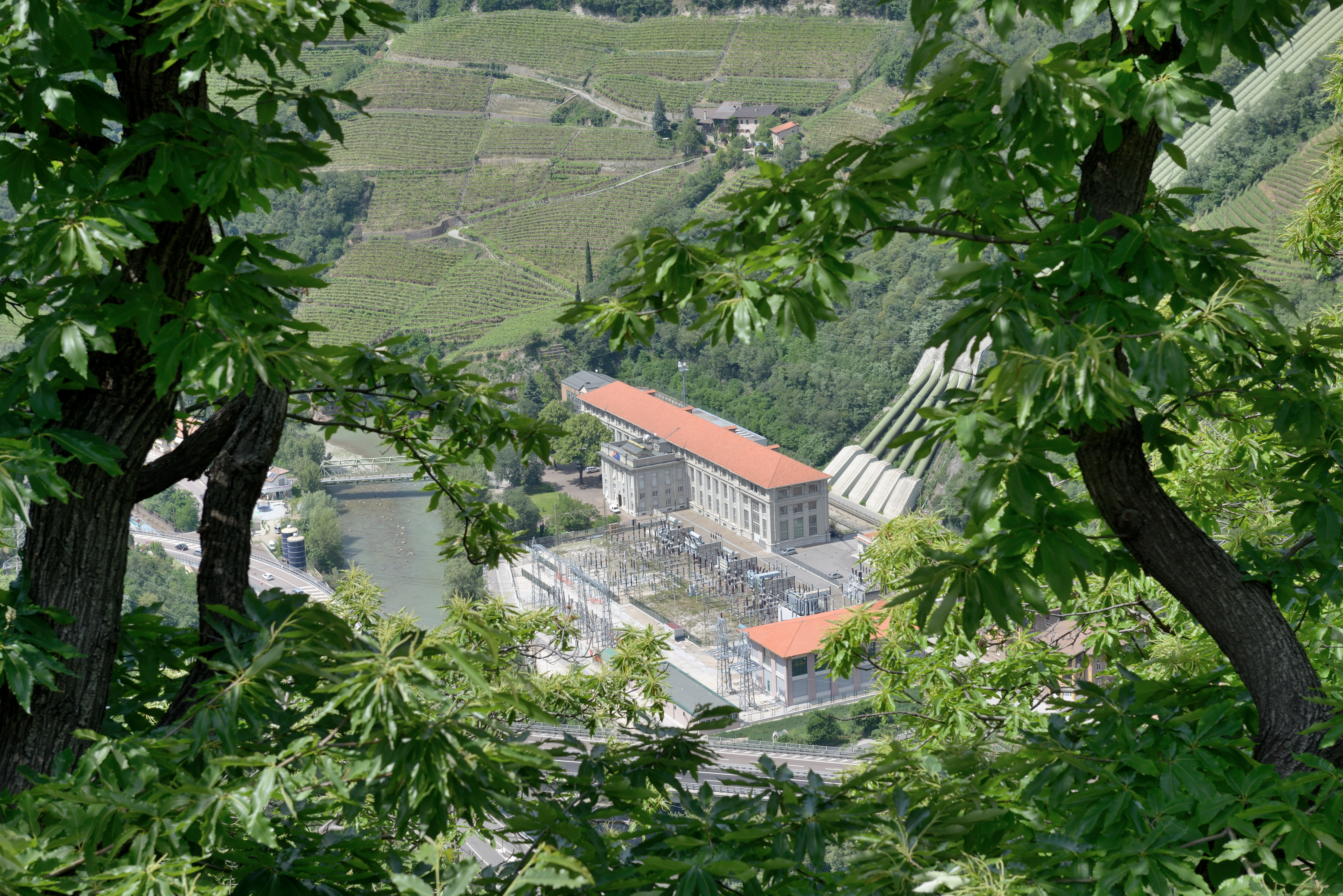
Kraftwerk Kardaun

Das Wasserkraftwerk Kardaun verwendet zur Stromerzeugung die Wasserkraft des Eisacks. Es hat ein Einzugsgebiet von rund 4.193 Quadratkilometern und produziert 600 Millionen kWh Strom pro Jahr. Es gilt somit als größtes Wasserkraftwerk Südtirols.

### Wasserkraftwerk Barbian
Das Wasserkraftwerk Barbian verwendet zur Stromerzeugung ebenfalls die Wasserkraft des Eisacks. Es produziert 240 Millionen kWh Strom pro Jahr und hat den höchsten Wasserdurchfluss aller Wasserkraftwerke Südtirols.

### Wasserkraftwerk Glurns und Kastelbell
Das Wasserkraftwerk Glurns bildet die erste Stufe des Reschensee-Kavernenkraftwerks. Das Wasser wird aus dem von 1947 bis 1949 gebauten Reschensee übergeleitet. Das bereits verwendete Wasser wird teils verdolt, teils über oberflächig fließende Kanäle einem Ausgleichsbecken zugeleitet. Von dort gelangt das Wasser über die Puni wieder zurück in die Etsch. Durch das Ausgleichsbecken kann die Wasserzufuhr des Kraftwerks Kastelbell reguliert werden.

### Wasserkraftwerk Brixen
Das Wasserkraftwerk Brixen bezieht sein Wasser aus dem Franzensfester Stausee und dem Mühlbacher Stausee, welche vom Eisack, der Rienz und anderen kleineren Bächen gespeist werden.

### Wasserkraftwerke Ultental
Im Ultental werden von Alperia Greenpower, einer Tochtergesellschaft von Alperia,  die  Wasserkraftwerke Weißbrunn, St. Walburg, Kuppelwies, St. Pankraz und Lana über insgesamt sechs Speicherseen betrieben.